# Ine Somers
Pour les articles homonymes, voir Somers.
Ine F.F. Somers, née le 13 juin 1971  à Willebroek est une femme politique belge flamande, membre de l'OpenVLD.
Elle est ingénieur commercial et employée. 

## Fonctions politiques
- Conseillère communale de Saint-Nicolas.
- Députée fédérale 
  - du 31 décembre 2008 au 17 juillet 2009 (en remplacement de Guido De Padt)
  - du 13 juin 2010